# Annette Dobmeier
Annette Dobmeier (Tauberbischofsheim, 10 de febrero de 1968) es una deportista alemana que compitió en esgrima, especialista en la modalidad de florete.
Participó en los Juegos Olímpicos de Barcelona 1992, obteniendo una medalla de plata en la prueba por equipos (junto con Sabine Bau, Zita-Eva Funkenhauser, Anja Fichtel-Mauritz y Monika Weber-Koszto).
Ganó una medalla de oro en el Campeonato Mundial de Esgrima de 1989 en la prueba por equipos.

## Palmarés internacional
| Representando a la RFA   |                         |                  |                     |
| Campeonato Mundial       |                         |                  |                     |
| Año                      | Lugar                   | Medalla          | Prueba              |
| 1989                     | Denver (Estados Unidos) | Medalla de oro   | Florete por equipos |
| Representando a Alemania |                         |                  |                     |
| Juegos Olímpicos         |                         |                  |                     |
| Año                      | Lugar                   | Medalla          | Prueba              |
| 1992                     | Barcelona (España)      | Medalla de plata | Florete por equipos |